# Mark Hentemann
Mark Hentemann es un guionista estadounidense conocido por escribir varios episodios de Padre de familia. Además de su trabajo como guionista, ha prestado sus voces en varios personajes minoritarios de la serie como Opie y "el farsante".
También escribió para The Late Show with David Letterman.

## Carrera
Hentemann se crio en Cleveland, Ohio, y comenzó su carrera como escritor e ilustrador de tarjetas de felicitación. Sus tarjetas atrajeron el interés de David Letterman, quien le consiguió su primer trabajo en televisión en su programa homónimo.
Se unió al equipo técnico de Padre de familia desde su primera temporada como guionista, actualmente es productor ejecutivo y showrunner junto a su compañero Steve Callaghan. Ha escrito, producido y trabajado como actor de voz, incluyendo 3 South. Serie creada por MTV.
Reside en Los Ángeles con su mujer, Lynne con quien tiene tres hijos.